# Jacamatia luberonensis
Jacamatia luberonensis — викопний вид дятлоподібних птахів, що існував в олігоцені в Європі. Описаний у 2020 році.

## Скам'янілості
Викопні рештки виявлені у муніципалітеті Серест в регіоні Альпи Верхнього Провансу на південному сході Франції. Скам'янілість складається з кісток лівого крила. Назва роду Jacamatia — це сполучення слів «jacamar» і «tamatia», французькі назви для якамар і лінивок відповідно. Видова назва luberonensis стосується гірського масиву Люберон, де виявлені рештки птаха.